# Богословская башня
Богословская башня (Вагеровская, Порожная) — одна из несохранившихся до наших дней башен Смоленской крепостной стены.

## Местонахождение и внешний вид
Богословская башня находилась на повороте крепостной стены, замыкала собой северо-западный угол, на том месте, где в настоящее время проходит улица Бакунина, примерно в 50 метрах севернее дома № 10 и западнее дома № 8. Представляла собой круглую глухую башню. При её постройке под ней была оборудована подземная галерея, в которой был размещён пороховой погреб.

## История
Богословская башня находилась между Казанской и Микулинской башнями (обе не сохранились). Своё название она получила по имени церкви Иоанна Богослова (сохранилась до наших дней в перестроенном виде). Пострадала, была частично разрушена, во время осады Смоленска польскими войсками в 1609—1611 годах. В 1611 году поляки восстановили башню.
В ночь на 5 ноября (по новому стилю — 17 ноября) 1812 года Богословская башня была взорвана оставляющими Смоленск войсками императора Наполеона I. Прясла стены, окружавшие башню, были разобраны в 1820-х годах, во время руководства городом губернатора Храповицкого. В результате этого на месте Богословской, Микулинской и Казанской башен и их прясел возник так называемый Казанский пролом, через который можно было попасть на улицу Казанская гора (ныне — улица Бакунина) и лютеранское кладбище (ныне не существует, застроено). Полностью стена по улице Бакунина была разобрана уже в XX веке.